# Bắc Tề Phế Đế
Bắc Tề Phế Đế (chữ Hán: 北齊廢帝; 545–561), tên húy là Cao Ân (高殷), tên tự Chính Đạo (正道), là một hoàng đế có thời gian trị vì ngắn ngủi của triều đại Bắc Tề trong lịch sử Trung Quốc. Ông là con trai cả của hoàng đế khai quốc là Văn Tuyên Đế Cao Dương, và đăng cơ sau khi cha qua đời vào năm 559. Tuy nhiên, do ông còn nhỏ tuổi, các quan trong triều đã tranh giành quyền lực, và vào năm 560, thúc phụ của Phế Đế là Thường Sơn vương Cao Diễn đã sát hại Dương Âm và đoạt lấy quyền lực, và ngay sau đó đã phế truất Cao Ân và đoạt lấy ngai vàng, trở thành Hiếu Chiêu Đế. Năm 561, lo sợ trước hậu hoạn một khi Phế Đế lại lên ngôi, Hiếu Chiêu Đế đã bí mật giết chết Phế Đế.

## Trước khi lên ngôi
Cao Ân sinh năm 545, cha Cao Dương của ông khi đó đang có tước hiệu Thái Nguyên công và không được đánh giá là một nhân vật quan trọng trong cấu trúc chính quyền Đông Ngụy, song cha của Cao Dương là Cao Hoan lại là một đại tướng của quốc gia, người kế tự của Cao Hoan là con trưởng Cao Trừng chứ không phải là Cao Dương. Mẹ của Cao Ân là một người Hán tên là Lý Tổ Nga (李祖娥), là chính thất của Cao Dương và do đó có tước hiệu Thái Nguyên công phu nhân, bà còn sinh hạ được một người con trai nữa tên là Cao Thiệu Đức (高紹德).
Năm 547, Cao Hoan qua đời, Cao Trừng trở thành người cai quản trên thực tế của Đông Ngụy, nắm giữ triều chính, và ngay sau đó ông ta đã tính đến chuyện tiếm vị Đông Ngụy Hiếu Tĩnh Đế. Tuy nhiên, trong khi đang chuẩn bị hành động thì ông ta bị đầu bếp Lan Kinh sát hại vào năm 549. Sau khi Cao Trừng qua đời, do là con thứ của Cao Hoan, Cao Dương đã nắm lấy quyền kiểm soát triều đình Đông Ngụy. Năm 550, khi đang mang tước hiệu Tề vương, Cao Dương đã được Hiếu Tĩnh Đế ngoại thiện và trở thành Văn Tuyên Đế, triều Đông Ngụy kết thúc và mở ra triều Bắc Tề. Mặc dù vấp phải sự phản đối của một số đại thần do bà là người Hán, Văn Tuyên Đế đã lập chính thất Lý Tổ Nga làm hoàng hậu và lập Cao Ân làm hoàng thái tử.
Khi còn nhỏ, Cao Ân được đánh giá là một đứa trẻ thông minh và chu đáo. Như khi tổ chức yến tiệc ở Bắc cung, ông muốn mời các anh em họ hàng, song đã không mời con trai của Cao Trừng là Cao Hiếu Uyển (高孝琬) do Cao Trừng đã qua đời ở Bắc cung, và ông không muốn Cao Hiếu Uyển phải dự tiệc tại nơi cha qua đời. Trong một chuyện khác về ông được nói đến trong Bắc Tề thư, Cao Ân đã rất cảm kích trước "tính đạo đức" của một vị quan tên là Hứa Tán Sầu (許散愁) và đã ban thưởng cho Hứa một lượng lớn tơ lụa. (Nó cũng có thể là một câu chuyện nhằm ngầm khen ngợi về "tính đạo đức" của bản thân Cao Ân, trong khi cha và các bá thúc của ông là những người "tính lạm giao")
Tuy nhiên, Văn Tuyên Đế là người có tư tưởng bạo lực và quân sự và không chuộng lối suy nghĩ Hán, ông ta cảm thấy rằng Cao Ân quá nhu mì và từng tính đến việc phế truất Cao Ân. Văn Tuyên Đế thường đích thân hành hình các tù nhân đã bị kết tội ngay trong cung, và trong một lần, ông ta lệnh cho Cao Vân phải tiến hành việc hành hình. Văn Tuyên Đế đã giận dữ khi Cao Vân không thể tự làm được điều này, và đã đánh đập con trai bằng cán của một chiếc roi da. Sau lần đó, Cao Ân đã bị một chứng bệnh khủng hoảng tinh thần, nhiều khi không thể nói hoặc hành xử một cách bất thường. Trong nhiều lần Văn Tuyên Đế say rượu, ông đã tuyên bố rằng cuối cùng sẽ trao lại ngai vàng cho thúc phụ của Cao Ân là Thường Sơn vương Cao Diễn, tiếp tục gây nên vấn đề về việc kế vị.
Vào mùa thu năm 559, Văn Tuyên Đế bị mặc một căn bệnh nặng và các sử gia tin rằng nó có nguyên nhân từ việc nghiện rượu. Ông ta nói với Lý hoàng hậu: "Một con người sẽ sinh rồi tử, nên không có gì phải hối tiếc, song con trai Cao Ân của chúng ta còn quá trẻ, và người khác sẽ đoạt lấy ngai vàng của nó." Ông ta nói với Cao Diễn: "Hãy tiến lên và đoạt lấy ngai vàng, song đừng giết nó!" Tuy nhiên, Văn Tuyên Đế đã không thay đổi thứ tự kế vị, và sau khi ông ta băng hà, Cao Ân đăng cơ kế vị.

## Trị vì
Năm Thiên Bảo thứ 10 (560), Cao Ân trở thành hoàng đế khi mới 16 tuổi. Sau khi kế vị, theo di nguyện của cha, việc triều chính được đặt trong tay một vài người mà ông ta tin tưởng—gồm Khai Phong vương Dương Âm (楊愔), Bình Tần vương Cao Quy Ngạn (高歸彥), Yên Tử Hiến (燕子獻), và Trịnh Di (鄭頤). Mặc dù được thần dân kính trọng song Cao Diễn chỉ được ban chức thái phó, không có quyền lực đặc biệt lớn. Mẹ của Cao Diễn (và Văn Tuyên Đế) là Lâu Chiêu Quân thái hậu ở một mức độ nhất định muốn Cao Diễn làm hoàng đế, song khi đó hành động này không có đủ sự ủng hộ. Dương Âm lo ngại rằng Cao Diễn và hoàng đệ khác của Văn Tuyên Đế là Trường Quảng vương Cao Đam muốn đoạt lấy quyền lực, vì thế Dương Âm đã thực hiện các biện pháp nhằm hạn chế quyền lực của hai người. Phế Đế tôn phong tổ mẫu làm thái hoàng thái hậu và tôn phong mẹ làm thái hậu. Phế Đế cũng đã hạ chiếu chỉ cho tạm dừng các dự án xây dựng cung điện mà cha ông đã cho khởi công, các dự án này đã gây ra nhiều thống khổ cho người dân trong nước vào những năm cuối cha ông trị vì.
Phế Đế ở bên cha trong giờ phút lâm chung tại bồi đô Tấn Dương (晉陽, nay thuộc Thái Nguyên, Sơn Tây) và lên ngôi ở đó. Đến khi Phế Đế trở về kinh đô Nghiệp thành vào mùa xuân năm 560, người ta cho rằng Cao Diễn hoặc Cao Đam sẽ được giao trọng trách trấn thủ Tấn Dương- lúc đó có lẽ là thành an toàn nhất về mặt quân sự của đế quốc; tuy nhiên, dưới sự sắp xếp của Dương Âm và các đồng sự, hai vị hoàng thúc được lệnh phải hộ tống thiếu hoàng đế đến Nghiệp thành.
Khi đoàn hoàng tộc đến Nghiệp thành, tình hình càng trở nên căng thẳng khi một cộng sự của Dương Âm tên là Khả Chu Hồn Thiên Hòa (可朱渾天和) bị thuyết phục rằng Phế Đế sẽ không được an toàn cho đến khi hai hoàng thúc bị trừ khử. Cùng với đó, Yên Tử Hiến nghĩ đến việc quản thúc tại gia đối với Lâu thái hoàng thái hậu do bà vẫn nắm giữ nhiều quyền lực và buộc thái hoàng thái hậu phải trao quyền của mình cho Lý thái hậu. Trong khi đó, Dương Âm đã tiến hành một kế hoạch tái tổ chức chính quyền nhằm tinh giản các chức vụ và tước hiệu không cần thiết và để loại bỏ các quan lại bất tài. Các quan lại chịu tổn thất từ các hành động của Dương Âm đã trở nên bất mãn và họ trở nên hi vọng rằng Cao Diễn hoặc Cao Đam sẽ có hành động và bắt đầu khuyến khích hai người này làm như vậy. Dương Âm đã tính đến việc đưa Cao Diễn và Cao Đam ra ngoài kinh thành để làm châu mục, song Phế Đế ban đầu đã không chấp thuận. Dương Âm viết một tấu trình cho Lý thái hậu để xin bà cho quyết định, Thái hậu đã hỏi ý của Lý Xương Nghi (李昌儀) song người này lại để lộ tin tức cho Lâu thái hoàng thái hậu. Thái hoàng thái hậu đã thông báo cho hai hoàng thúc, và họ đã mưu tính về một cuộc phục kích cùng với Cao Quy Ngạn và các tướng Hạ Bạt Nhân (賀拔仁) và Hộc Luật Kim tại một buổi lễ mà Cao Diễn có một chức vụ lễ nghi. Dương Âm, Khả Chu Hồn Thiên Hòa, Yên Tử Hiến, Trịnh Di và Tống Khâm Đạo (宋欽道) đều bị đánh đập dữ dội và bị bắt. Cao Diễn và Cao Đam sau đó tiến vào hoàng cung và công khai buộc tội Dương Âm cùng các cộng sự; Dương Âm và các cộng sự bị hành quyết, và Cao Diễn nắm quyền kiểm soát triều đình. Ngay sau đó, Cao Diễn đã nắm giữ chức vụ ở Tấn Dương và kiểm soát triều đình từ xa.

## Bị phế truất và qua đời
Vào mùa thu năm 560, sau khi Cao Diễn thuyết phục được Lâu thái hoàng thái hậu về sự cần thiết của hành động này, Thái hoàng thái hậu đã ban hành một chiếu chỉ phế truất Cao Ân và lập Cao Diễn làm hoàng đế, tức Hiếu Chiêu Đế. Song bên cạnh đó, Lâu Chiêu Quân cũng lệnh cho Hiếu Chiêu Đế phải thề nhất định không làm thương hại đến tính mạng của Cao Ân. Cựu hoàng đế được phong làm Tế Nam vương. Ông buộc phải dời khỏi chính cung song được đưa đến sống tại một cung phụ tại Nghiệp thành. Do Hiếu Chiêu Đế giành phần lớn thời gian của ông ta tại Tấn Dương, Cao Đam phụ trách cai quản Nghiệp thành, canh chừng Tế Nam vương.
Vào mùa thu năm 561, các pháp sư thông báo cho Hiếu Chiêu Đế rằng linh khí đế quốc vẫn nằm ở Nghiệp thành, điều này khiến Hiếu Chiêu Đế lo lắng. Trong khi đó, Cao Quy Ngạn lo rằng bản thân sẽ bị trừng phạt một khi Cao Ân đoạt lại ngôi vị, vì thế ông ta đã thuyết phục Hiếu Chiếu Đế rằng cần loại bỏ người cháu này, cuối cùng Hiếu Chiêu Đế đã ban một thánh chỉ triệu Cao Ân đến Tấn Dương. Cao Đam lúc này đang thất vọng trước việc Hiếu Chiêu Đế lập con trai ruột Cao Bá Niên làm thái tử chứ không phải ông ta, vì thế trong một thời gian ngắn Cao Đam đã định tuyên bố phục vị cho Cao Ân và khởi đầu một cuộc nổi dậy chống lại Hiếu Chiêu Đế. Tuy nhiên, Cao Đam cuối cùng đã không thực hiện điều này do các pháp sư của Cao Đam thông báo rằng họ tin Cao Đam sẽ trở thành hoàng đế vào một ngày nào đó, do đó ông ta đã đưa Cao Ân đến Tấn Dương. Ngay sau đó, Hiếu Chiêu Đế đã bí mật cử sát thủ đem rượu độc đến cho Cao Ân. Do Cao Ân từ chối uống rượu độc nên các sát thủ đã siết cổ ông đến chết. Cao Ân được mai táng với danh dự của một thân vương thay vì hoàng đế.